# San Josemaria Escrivá
San Josemaria Escrivá är en kyrkobyggnad i Rom, helgad åt den helige Josemaría Escrivá (1902–1975), grundare av Opus Dei. Kyrkan är belägen vid Largo Josemaria Escrivá i quartiere Ardeatino och tillhör församlingen San Josemaria Escrivá.
Kyrkan förestås av Opus Dei.

## Historia
Kyrkan uppfördes åren 1994–1996 i nyromansk stil efter ritningar av arkitekten Santiago Hernández och konsekrerades den 10 mars 1996 av påve Johannes Paulus II.
Fasaden har en portik med tre rundbågar. Portiken bär dedikationsinskriptionen: D.O.M. IN HONOREM SANCTI IOSEPHMARIAE ESCRIVA´ DICATA. Fasaden har reliefen Den heliga Familjen, ett verk av Romano Cosci. Högaltaruppsatsen består av åtta pannåer utförda av Armando Pareja. Den översta målningen framställer Den heliga Treenigheten och Den heliga Familjen med den helige Josemaria Escrivá. Målningen därunder avbildar Korsfästelsen. De övriga scenerna visar Bebådelsen, Jungfru Marie besök hos Elisabet, Konungarnas tillbedjan, Flykten till Egypten, Den tolvårige Jesus i templet och Den helige Josefs snickarverkstad.